# Internet Small Computer System Interface
Internet Small Computer System Interface (zkratka iSCSI) je v informatice síťový protokol, který umožňuje připojovat úložný prostor (např. diskové pole) pomocí počítačové sítě.

## Charakteristika
Koncepce iSCSI vychází ze dvou technologií. SCSI rozhraní pro připojování disků v serverech a protokolu TCP/IP.
Z rozhraní SCSI se používá pouze protokol, kterým spolu zařízení komunikují a zcela opouští jeho fyzickou vrstvu (kabely, konektory, elektrickou specifikaci). Pro přenos paketů SCSI se použije jejich zapouzdření do protokolu TCP/IP.
Norma iSCSI používá vlastní terminologii: Pokud u SCSI hovoříme o adaptéru a disku, adaptér nám nahradí komponenta, která se jmenuje Initiator, a cílové zařízení (disk/diskové pole, případně pásková jednotka) se nazývá Target.
Rozhraní iSCSI je běžně dostupné na většině platforem. Lze tak snadno ukázat notebook s terabytovým diskem – disk připojený přes iSCSI se chová úplně stejně, jako disk připojený na lokální řadič, je vidět i ve Správci disků.